# Трістан

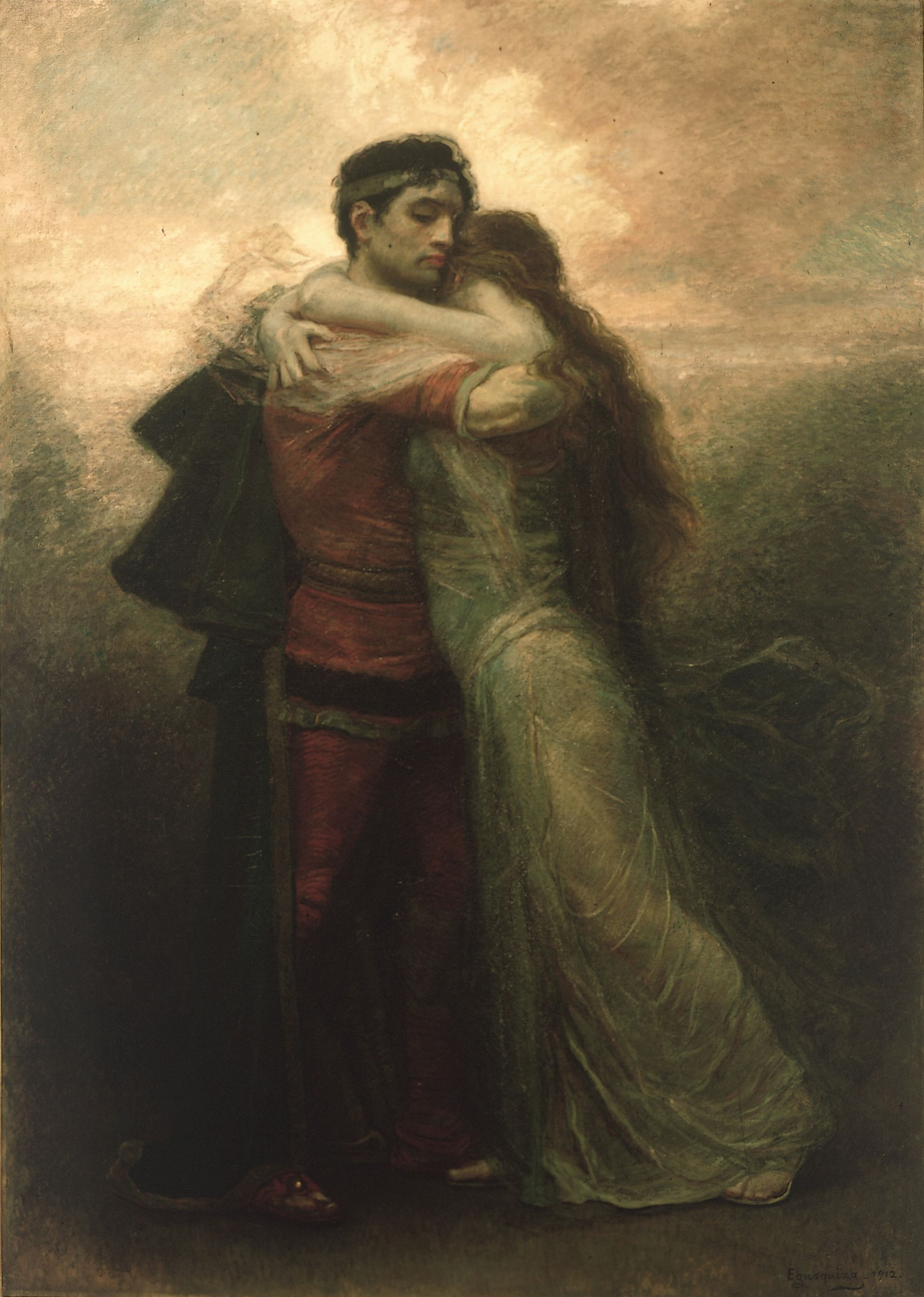
Трістан та Ізео (La vida) Рохеліо де Егускіза (1912)

Трістан (лат./бритон.: Друстанус; валл. Trystan), також відомий як Трістрам або Трістейн. Є героєм легенди про Трістана та Ізольду.

## Цикл легенд

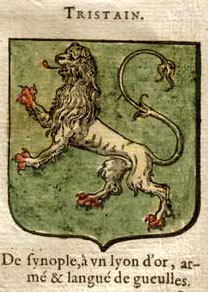
Уявний герб «Трістана»

В оповіданні «Трістан та Ізольда» Трістан — племінник короля Корнуолла Марка, посланий забрати наречену короля Ізольт з Ірландії. Однак Трістан з Ізольт випадково вживають зілля любові під час подорожі і безпорадно закохуються. Потім пара проходить численні випробування до самого трагічного кінця.
Трістан вперше згадується у XII столітті у бритонській міфології, що була поширена на півночі Франції та у Бретанському королівстві, яке мало тісні родові та культурні зв'язки з Уельсом, Корнуоллом та Девоном за часів стародавнього британського королівства Думнонія. Хоча найдавніші історії про Трістана втрачені, деякі похідні твори все ще відомі.
Більшість ранніх версій поділяються дві гілки: «придворну» і «загальну». Придворна представлена у переказах у Томаса Британського «Трістан» та його німецького послідовника Готфріда фон Страсбурга, а також у «Фоліо Трістан д'Оксфорд». «Загальна» представлена творами середньовічної французької літератури.
Романіст Кретьєн де Труа заззначив у своїй поемі «Кліжес», що він склав власну розповідь на цю тему, проте збережених копій чи записів такого тексту не знайдено. У XIII столітті, під час розквіту прозових романів, «Трістан у прозі» або «Прозовий Трістан» стали одним з найпопулярніших романсів. Цей довгий, розлогий і часто ліричний твір (сучасне видання займає тринадцять томів) слідує за Трістаном з традиційної легенди до царства короля Артура, де головний герой бере участь у пошуках Святого Грааля. Його великий успіх породив багатьох італійських та інших переписів (наприклад «Tavola Ritonda»). Серед них був французький цикл пост-вульгати, який поєднав його зі скороченою версією Ланселот-Граалю, елементи якого найраніше використовувалась у «Прозовому Трістані».

## Походження ім'я
Стародавнє бріттонічне ім'я «Трістан», ймовірно, означає «брязкіт залізних мечей», а найновіша версія романських мов, включаючи французьку, тлумачить його як «смуток» (латинське tristis — «сумно» та давньофранцузьке triste — «сумно»)). У творі Готфріда фон Страсбурга «Трістан», коли його мати, Бланшфлор, дізнається, що чоловік загинув у бою, то помирає при пологах. Сироту-немовля називають «Трістан» через скорботні обставини його народження.
Ім'я «Трістан» також можна вивести з легендарних «Піктських Хронік», що містять імена Дрест або Драст, які часто з'являються в якості імені кількох древніх піктських царів в області сучасної Шотландії, далекої від північно — західного Корнуола. Друстан — це можливо Друст, перекладений латинською мовою. Можливо, ця назва походить від давньої легенди про короля піктів, який у далекому минулому вбив велетня, який жив на Британських островах. Існує імовірність походження від святого піктитів VI століття  які носили іншу форму імені, або вона мігрувала на північ з південного заходу разом з легендами про Артура.
Реально існував також Трістан, про якого засвідчує юридичний документ у Швабському абатстві Сент-Галл у 807 році.
Дослідник Зігмунд Ейснер припустив, що ім'я «Трістан» походить від Друста, сина Талорка, однак легенда про Трістана, яку ми знаємо, була зібрана разом ірландським ченцем, який жив у Північній Британії на початку VIII століття. Ейснер стверджує, що ірландські ченці цього часу були напевне знайомі з грецькими та римськими легендами, з яких запозичені легенди, такі як «Пірам та Фісба», так само, як були б знайомі з кельтськими елементами оповідання, такими як «Погоня за Діармуїдом та Грайнне». Ейснер робить висновок, що автор оповідання про Трістана використав імена та деякі місцеві традиції недавнього минулого. До кельтських постатей він приєднав пригоди, передані з елементами римської та грецької міфології.

## «Смерть Артура»
Томас Мелорі включив скорочену версію прозового «Трістана» у власну англомовну «Книгу сера Трістрама з Лайонеса», частину книги «Смерть Артура», у якій Трістан (Трістрам) виконує роль антипода Ланселота. З усіх лицарів Трістрам найбільше нагадує Ланселота, оскільки теж любить королеву, дружину іншого. Трістан навіть вважається таким же сильним і здібним лицарем, як Ланселот, включаючи виконання пророцтва Мерліна про те, що вони обидва вступлять у найбільшу дуель між лицарями усіх часів і народів. Хоча вони не вбивають один одного, а стають найближчими друзями. Серед інших його друзів і компаньйонів також відзначається Дінадан і Ламорак.
У історії Мелорі, слідом за Прозовим Трістаном, мати Трістана, королева Елізабет, помирає під час пологів, в той час, коли веде відчайдушні пошуки свого чоловіка Короля Меліода, якого викрала чарівниця (фея в оригіналі, не вказана Мелорі), щоб зробити її коханцем. Молодий Трістан рано зустрічається і закохується в Ізольду (Ізольт). Його дядько, король Марк, ревнує до Трістана і прагне зруйнувати його авторитет та одружитися з Ізольдою сам. Саме з такою ненависною метою, заходить так далеко, що просить саме Трістрам піти і просити руки Ізольди від його імені. Трістран, розуміючи, що це його лицарський обов'язок, виконує завдання дядька. Через зрадницьку поведінку Марка, Трістран забирає у нього Ізольду і деякий час живе з нею в замку Ланселота «Джойус Гард», але потім повертає Ізольду Марку. Тим не менш, Марк влаштовує засідку і смертельно ранить Трістана, поки той грає на арфі (Трістан відзначається в книзі як один з найкращих музикантів і сокольничий), використовуючи спис, який йому подарувала мстива чарівниця Морган, чий коханець був убитий Трістаном.

## Відмінності між версіями
Томас Британський використовує Роман про Брута у історичних деталях і наслідує його стиль. Готфрід більше спирається на традицію середньовічного гуманізму, ніж на лицарський дух, який поділяють його літературні сучасники.
У перших згадках Тристан — син королеви Бланшефлор і короля Рівален. У пізніших версіях, починаючи з «Прозового Трістана», його батьками є Королева Ізабель (Елізабет у Мелорі, відома як Елібель або Еліабелла в Італії) і король Меліодас ап Фелькі з Лайонесса.

## Історичні корені

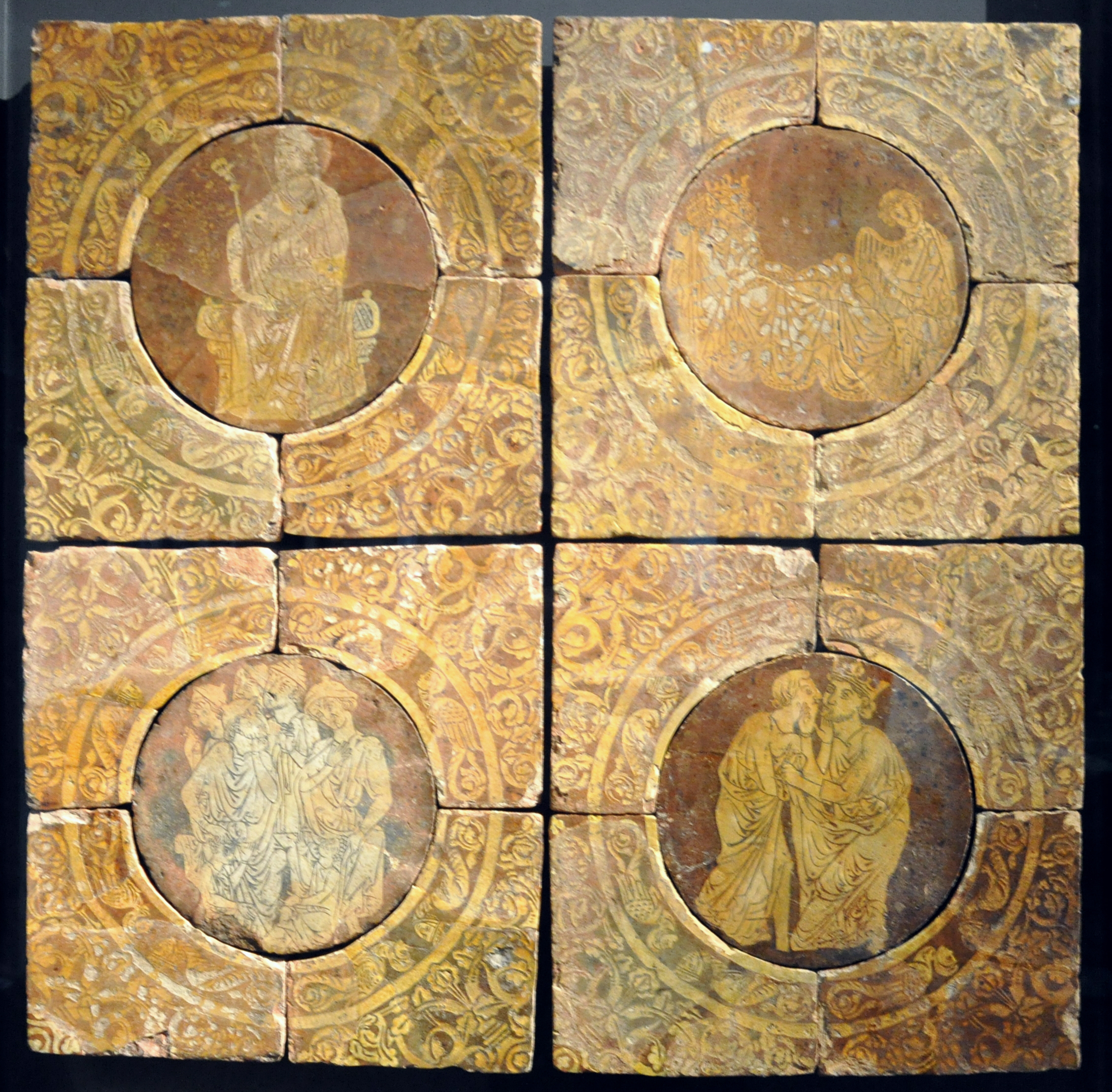
Сцени з історії про Трістана на кахлі XIII століття з Чертсейського абатства

Нормансько-французький роман Беруля «Про Трістана та Ізо», імовірно, найдавніша з існуючих версій історії про Трістана, відрізняється дуже специфічним географічним описом Корнуолла. Одним з дивних аспектів є те, що існування рідного королівство Трістана, Лайонесса, досі достатньо не підтверджене. Однак існували два місця, які називалися Леонаїс: одне в Бретані, інше — Лотіан, у варіанті давньофранцузької транскрипції. Не беручи до уваги те, що Трістан, бувши князем Лотіана, використовував би його ім'я більш правильно, відзначають, що Лотіан знаходився на прикордонній території Піктського верховного царства (колись це була частина піктійської території, а Трістан насправді міг бути піктським принцом за часів британського короля). Є також записи о «Turstan Crectune», чиє ім'я дало лотіанське село Крайтон. Король Шотландії Давид I дарував землі «Турстан Кректун» у 1128 році.
Ще одна версія вважає Трістана прийомним у сім'ї Марка Корнуольського — це реальна історична практика, зафіксована у римському праві.

## Камінь Трістана

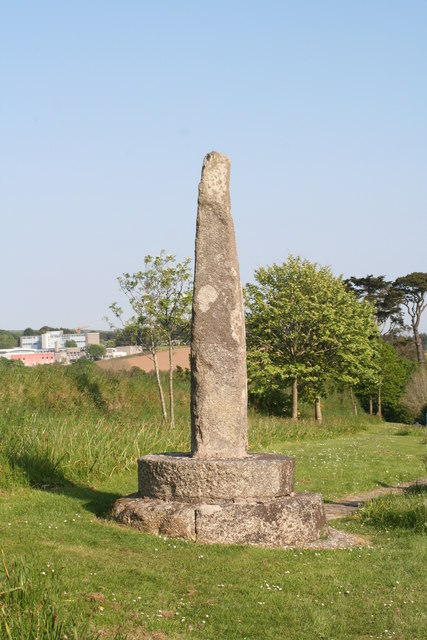
Камінь Трістана у 2008 році

Можливим свідченням походження Трістана з Південно-Західної Англії є гранітний стовп 6-го століття, відомий як «Трістанів камінь» або «Довгий камінь» (корн. Menhir — довгий камінь), встановлений біля дороги, що веде до Фоуї в Корнуолі. Камінь має висоту близько 2,7 метрів (7 футів) і зараз встановлений на сучасній бетонній основі. До 1980 -х років знаходився у своєму первісному положенні за кілька метрів від прибережної дороги в полі біля повороту вниз до невеликої гавані Полкерріс. Раніше розташовувався ближче до замку Доре і, можливо, був причиною порівняння цього місця з історією про трагічне кохання Трістана та Ізольт. З одного боку каменя зображений Тау-хрест, а з іншого — латинський напис, який на сьогодні дуже зношений і означає: «DRVSTANVS HIC IACIT CVNOMORI FILIVS» [Тут лежить Друстан, син Куномора]

## У новітніх творах

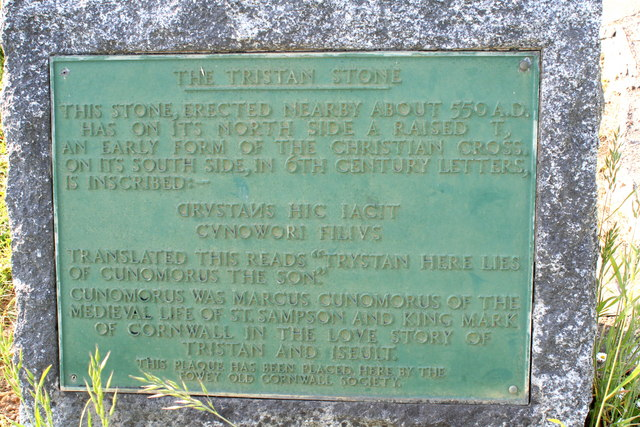
Пам'ятна дошка каменю

- Пам'ятна дошка каменюЗ 1857 по 1859 рік Ріхард Вагнер створив оперу «Трістан і Ізольда»".[1] На сьогодні вважається одним з найвпливовіших музичних творів XIX століття. Трістан зображений як приречена романтична постать.
- Елджернон Чарльз Свінберн написав епічну поему «Тристрам з Ліонесси»".
- Пісня англійського співака-композитора Патріка Вольфа має назву «Легенда про Трістана» і стала провідним синглом його альбому 2005 року «Wind in the Wires».
- Трістан є помітним героєм серії коміксів «Камелот 3000», в якій він перевтілюється у 3000 році, як жінка і намагається змиритися зі своїм новим тілом, сексуальністю та ідентичністю, порівнюючи їх по черзі зі своїм попереднім уявлення про гендерні ролі.
- У серії романів «Хроніки воєначальника» Бернарда Корнуелла, Трістан — молодий спадкоємець Керню і син короля Марка. Він найкращий друг головного героя і вірний союзник Артура. Врешті-решт, приймаючи страшне рішення заради миру та через глибоку віру в королівську легітимність, Артур зраджує Трістана та Ізо, коли вони шукають притулку, і видає їх Марку.
- У фільмі 2004 року «Король Артур», заснованому на сарматській теорії походження артурівських легенд, Трістан (Мадс Міккельсен) є видатним представником сарматських лицарів, які служили під керівництвом напівримського Артура у V столітті. Трістан — кінний лучник, здатний робити дивовижні постріли з рефлекторного композитного луку. виготовленому у парфянському/євразійському стилі. Він використовує китайський меч і дотримується стилю, обладунків та зброї сарматського лучника. Після багатьох поранень гине героїчною смертю від руки саксонського короля Кердіка в одиночному бою в битві при Бадон — Хілл.
- У фільмі «Трістан та Ізольда» 2006 року (режисер Кевін Рейнольдс) Трістана зіграли Джеймс Франко, та Томас Сангстер (Трістан у дитинстві).
- У телесеріалі 2008 року «Пригоди Мерліна» зображений, разом з Ізольдою, контрабандистами у фіналі 4 сезону, «Меч у камені». Вони допомагають Артуру, Мерліну та лицарям повернути Камелот після того, як Моргана захоплює його. Зрештою, Ізольду вбиває Геліос, прислужник Моргани, а що відбувається з Трістаном невідомо.
- Один з головних героїв франшизи Джеймса Еріо «Усі істоти великі і малі», Трістан Фарнан, працює ветеринарним хірургом.